# 算額

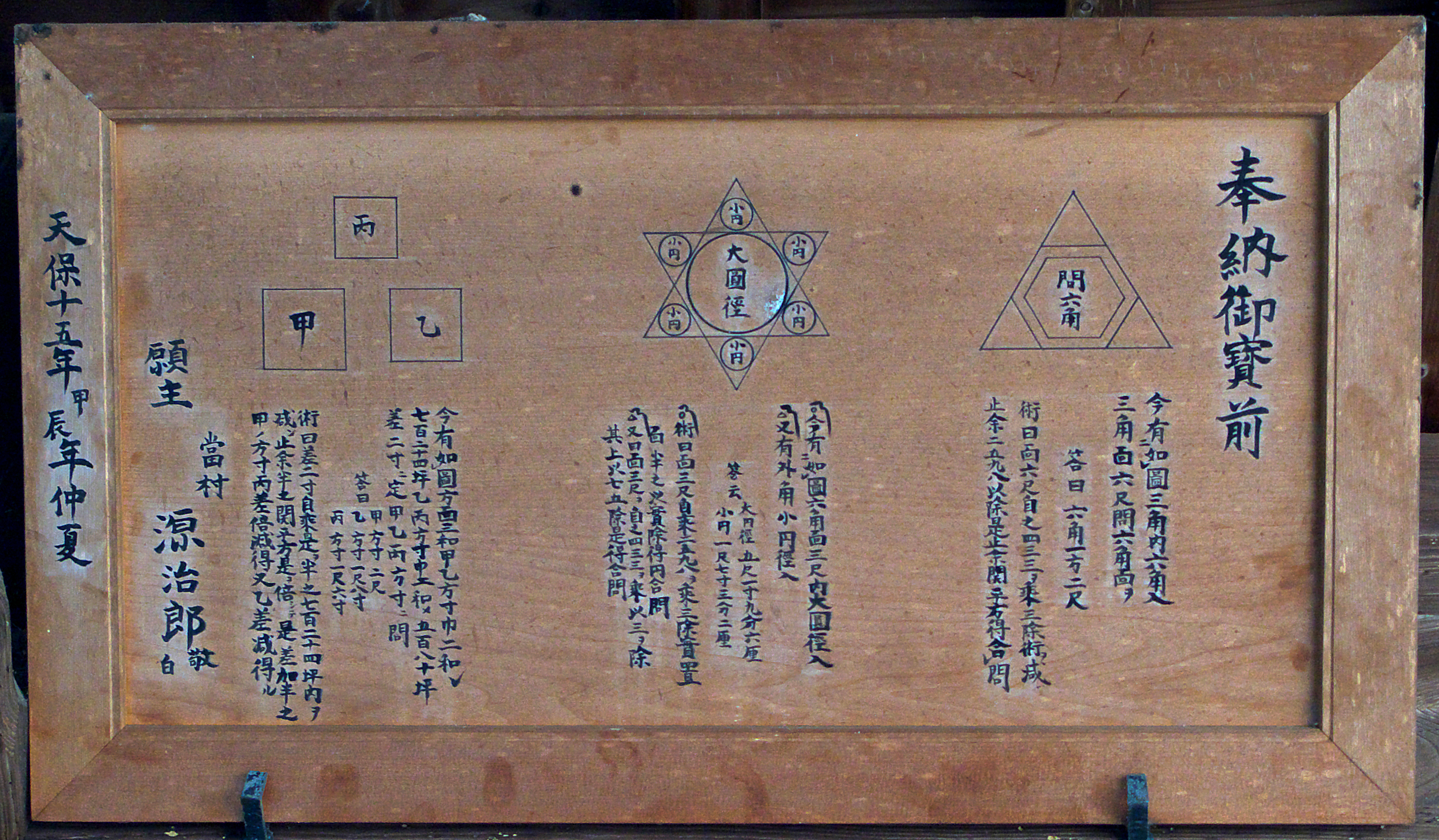
奈良縣圓満寺的算額

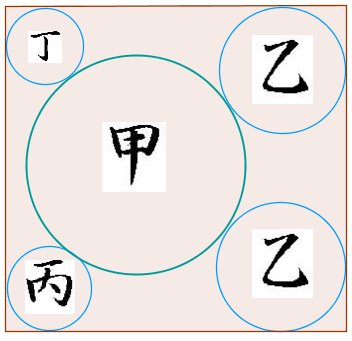
算額問題的典型例子示意圖

算額（日语：／ Sangaku），是指在日本（主要在江戶時代）書寫在匾額或繪馬的和算問題及其解答。奉納算額的風俗是日本獨有的文化，而其意義有三：感謝神佛的恩賜，表示對和算教師的尊崇，以及展示自己的研究成果。
因為神社和寺廟是當時日本交流的一個最佳場所。因此，算額可以存在很高的關注度，也能引起有興趣人士的探討和共鳴。其不僅僅是一些和算家會掛出算額，一些和算愛好者也會懸掛。而在算額上所書寫的數學問題，比起代數問題是幾何問題居多。至於典型的算額題目則是求邊長或者圓的直徑，其中當然也包含了直線、三角形、內切圓和圓周長等問題，且多為討論圓、橢圓、各種多邊形之間的相容、相切關係的幾何題。
江戶時代中期，日本全國推廣「奉獻」的價值觀，而算額就是和算人士之奉獻精神的產物。算額在江戶時代最為鼎盛，而至昭和初期後逐漸沒落。近年来，各個地方又都重新審視了算額的價值。接受算額的寺社逐漸增加，而奉納算額的人亦有所增加。

## 算額的樣式
一塊算額包括1至10個不等的問題，在整塊算額通常前面的部分是圓或三角形等幾何圖形構成的圖，而後是：題目、答案及解法。位於其後方的則是和算流派、其教師、展示者的名稱、奉獻的日期。題目通常會選擇較為複雜的幾何問題，並輔以彩繪圖形。
在古代數學文本中，除了題目和答案之外，還有所謂的「術」，就是我們今日的解題方法。但通常「術」只是幾句話的公式，真正的解答還是需要讀者自行推敲。

### 範例

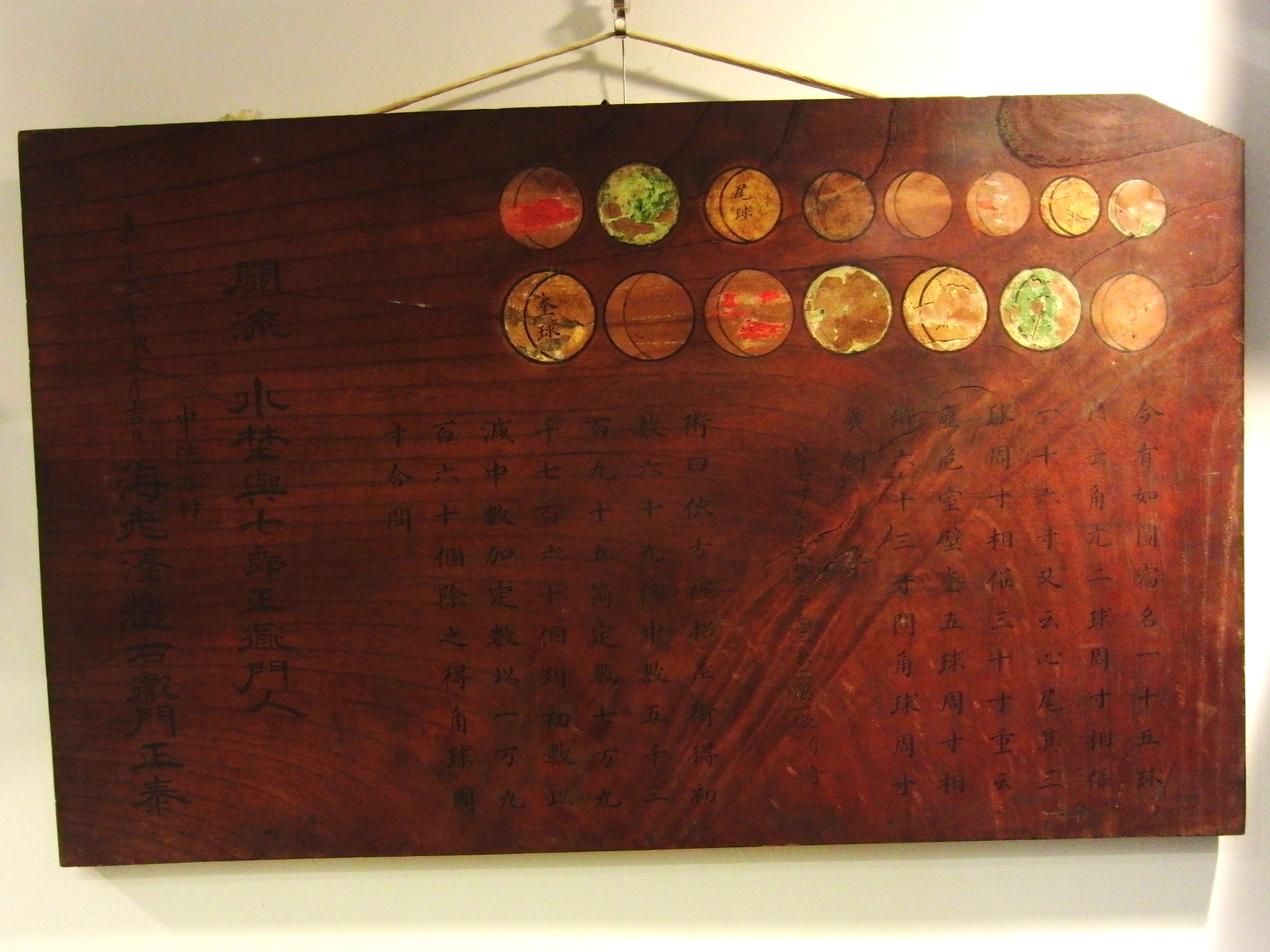
金王八幡宫（東京都澀谷區）的算額。其是澀谷區指定的實物民俗文化財。嘉永3年（西曆1850年）奉納繪馬。亦是左側題目之算額原本。

以下為一面東京都澀谷區金王八幡宮所藏算額的內容。
答 七寸七分六厘三毛三糸 二忽一微有奇
術曰依方裎招差術得初數六十九個 中數五千三百九十五箇 定數七万九千七百六十個 列初數以減中數 加定數 以一万九百六十個除之得角球周寸合問
算額上方畫有十五個圓，並塗以不同顏色。在拓本上可見第一段描述了題目的已知及問題；第二段會以「答」字來標註後面的文字為解答，並將解答以古代的度量單位書寫成文；第三段簡短地描述了解題思路及其所使用公式，而第三段一定會有「術曰」書寫於段首。最後一段會書寫當時的日期及奉納者姓名；而其從師姓名、和算流派、職位稱呼等，則是有則書之，無則可免。

## 意義
奉納算額的風俗是日本獨有的文化，一部分的算額掛馬還是被認證為日本的重要文化財產和民俗文化財產。在日文中，「算」字有計算、數學的意涵，「額」指的就是木製的書版。
奉納算額的意義有三：
1. 感謝神佛的恩賜；
2. 表示對和算教師的尊崇；以及
3. 展示自己的研究成果。

在江戶時代，日本人會設計各種式樣的匾額到鄰近的寺廟或神社以對神佛表達謝意。而其中，和算家是把數學問題和答案用汉语文言文書寫在板上，以表神佛使自己能解決和算問題的謝意，而這類繪馬就被稱為「算額」。
當時日本的神社和寺廟是社會交流的平台。因此，算額會有很高的關注度，也能引起有興趣人士的共鳴和探討，算額於當時相當於是數學期刊。其不僅僅是和算家會掛出算額，一些和算愛好者亦會懸掛。
算額上的問題通常不會寫出完整的解答過程：一方面是由於繪馬的書寫面積所致；另一方面是由於算額上的這些題目是用來訓練學生數學實作的素材。
學習與研究和算的人最初是為了自己能夠順利地進行數學研究，以及數學能力不斷提高而向神佛祈願，向神社佛閣奉納繪馬；當然也包括對自己解數學問題因而感謝神佛恩賜而還願的算額，其目的在於勉學。以後演變成各種願望都有：有祈願家庭安全的、有祈願學術私塾繁榮的、有祈願子孫出生的，而最多的依然是祈願自己能夠解難題、能夠構造好的數學問題，或者是為炫耀自己數學能力的優秀。
一般都是在繪馬板上寫出數學問題，其中可能會要求讀者給予解答，亦有奉納者自己給出解答的。和算家會通過算額問題進行學術交流與學術辯論，而和算學派中的最上流與關流之間的爭論最為顯著。

## 歷史
算額出現於江戶時代，但最早製作、出現於具體何時，今已不可考。而其名稱最早可追溯至江戶幕府末期的《道中日記》。
記載中最早的算額出現於明暦3年（西元1657年）。據貞享元年（西元1684年）出版的《増補·算法闕疑抄》記載，那枚算額是由在二本松城下開私塾的初坂重春所奉納的；而同年間，在現今的白河市明神前，亦有廣部俊陳的門人奉納一枚算額予堺明神。而根據村瀨義益在1673年的著作《算法勿憚改》第五卷中記載的「目黑之好」，當時就有和算家將數學題目與解法製成算額，掛在目黑不動明王座前。
現存最為古老的算額則是在天和3年（西元1683）奉納予栃木縣佐野市星宮神社中的一枚算額。惟該算額因為一場發生在1975年遭受損壞，以致無法閱讀，而現在星宮神社的算額則是復刻品。現存第二古老的算額則位於京都八坂神社，於元禄四年（西元1691年）奉納，其1993年被列為國家重要文化財。
跟據村瀨義益在延寶八年（西元1681年）所撰的《算學淵底記》記載，17世紀中期在江戶的各地都有奉納算額，十分之鼎盛。書中亦詳細描述了目黑不動尊的瀧泉寺的算額。据估計，京都、大阪的算額歷史已十分悠久。
在17世紀下半葉，日本出現了收集算額上題目的問題集書目。而日本最早出版的書籍，就是寬政元年（西元1789年）藤田貞資記錄算額問題的書籍——《神壁算法》。江戶時代中期，日本全國推廣「奉獻」的價值觀，尤其是在寬政、享和、文化、文政年間，而算額就是和算人士奉獻精神的產物。據傳當時一年有超過100枚算額無償奉獻以用於在寺社進行和算教學。進入明治時代後，算額文化依然有被傳承下來，但直至昭和初期後就已經休止了。
在明治時期，數學的概念正式從西方引入日本，而奉納算額的風俗亦使得數學被引入過程更為容易。

### 軼聞
依據《賽祠神算》記載，關流第五代傳人——石田玄圭的門人大澤熊吉在天滿宮奉納了一枚算額。同年的十月，最上流的大川榮信亦在同一地點奉納算額。而後者的題目與前者雷同，但解法則較前者優良。於是就展開了關流和最上流之間的流派戰爭。

## 算額的分佈與保存狀況
| 年代       | 算額數量 |
| ---------- | -------- |
| 17世紀晚期 | 8        |
| 18世紀早期 | 33       |
| 18世紀晚期 | 284      |
| 19世紀早期 | 1,184    |
| 19世紀晚期 | 795      |
| 20世紀     | 133      |
| 年代不明   | 188      |
| 總計       | 2,625    |
| 來源：     |          |

除北海道地區與沖繩地區沒有發現算額外，日本全國幾乎所有地區都出現過算額。由學者統計，江戶時代至明治時代於日本總共呈獻了2,625塊算額；但由於火災、氣候緣故、損毀、遺失等因素，時至今日僅存800餘枚。以奉獻數量最多的東京而言，原本有385枚，但現存不過17枚。截止至1997年，全國範圍內共發現現存算額約884枚。2012年左右又新發現一些算額，現存算額總數大約達到900餘枚。奉獻算額的年代及其數量，其中尚有188枚算額的年代不明。
根据1997年進行的調查結果顯示，日本全境共有975枚的算額保存至今。在這些算額中，銘刻年份最為久遠的供奉在櫪木縣佐野市的星宮神社，其算額上銘刻年份為天和三年（西元1683年）。但其由於遭遇火災導致其表面被毀，難以閱讀。所以亦有人將供奉於京都市北野天滿宮的貞享三年（西元1686年）的算額，視為最為古老的算額。
關於算額的分佈情況，主要是在東北地方較多，尤其是東京（江戶）、福島縣和岩手縣等地，這可能是受会田安明及其門派——最上流的影響。根據其算額上的信息，有學者就推測「從江戶時代到明治初期的日本人的數學水平相當高」；也可以推斷出當時除了和算家對算額甚是喜愛外，「和算愛好者亦是對此情有獨鍾」。

### 算額的分佈情況
|        | 現存 | 復原 | 小計 | 文獻  | 合計  |
| ------ | ---- | ---- | ---- | ----- | ----- |
| 北海道 | 0    | 0    | 0    | 6     | 6     |
| 東北   | 301  | 31   | 332  | 375   | 707   |
| 關東   | 259  | 15   | 274  | 640   | 914   |
| 中部   | 164  | 32   | 196  | 357   | 553   |
| 近畿   | 85   | 10   | 95   | 160   | 255   |
| 中国   | 29   | 1    | 30   | 46    | 76    |
| 四国   | 38   | 0    | 38   | 10    | 48    |
| 九州   | 8    | 2    | 10   | 34    | 44    |
| 不明   | 0    | 0    | 0    | 18    | 18    |
| 合計   | 884  | 91   | 975  | 1,641 | 2,621 |

|      | 現存 | 復原 | 小計 | 文獻 | 合計 |
| ---- | ---- | ---- | ---- | ---- | ---- |
| 福島 | 111  | 19   | 130  | 151  | 281  |
| 岩手 | 97   | 5    | 102  | 85   | 187  |
| 埼玉 | 87   | 6    | 93   | 54   | 147  |
| 群馬 | 77   | 3    | 80   | 80   | 160  |
| 長野 | 54   | 1    | 55   | 54   | 109  |
| 宮城 | 48   | 0    | 48   | 80   | 128  |
| 山形 | 37   | 6    | 43   | 34   | 77   |
| 福井 | 23   | 21   | 43   | 2    | 45   |
| 千葉 | 33   | 1    | 34   | 73   | 107  |
| 兵庫 | 27   | 6    | 33   | 35   | 68   |

長野縣的算額分佈圖。
其只計算昭和時代初期及其以前的算額數量，算額於不同行政區域的密度以紅色深度顯示

根據深川英俊的研究:138-139，最早有文獻記載出現的算額是在17世紀50年代至60年代。目前算額分佈數量較多的地方是關東地方和东北地方。其中，福島縣現存數量最多，為103枚；第二是岩手縣，有93枚；再者是埼玉縣，存有91枚；以及群馬縣。而山區村莊中，分佈最密集的是長野縣木島平村，一村共有8枚。
單一地方被確定擁有最多算額的，是愛媛縣松山市的伊佐爾波神社，共有22枚算額。22枚算額中最為久遠的是在享和3年（1803年）時，由丸山良玄的學生——大西佐兵衛義全奉納的；而最新的是在昭和12年（1937年）時，由村上先生的學生——中村正教奉納的。而伊佐爾波神社將其神社內的算額，紀錄在《道後八幡伊佐爾波神社的算額》（『道後八幡伊佐爾波神社の算額』）中，並在神社內發行。

## 影響

### 近代
數學愛好者將算額作為一種遊藝，也有一些人還通過遊歷以數學為生計，江戶時代就出現所謂的「遊歷算家」。他們到處旅行指導數學，首先去寺社調查有無算額，如果有就再去拜訪奉納者；如果找不到這些奉納者，就去找一些莊主、名主和富裕的農民，說自己是數學家，如果這個村莊有對數學感興趣的年輕人，自己就可以教他們，於是開辦數學私塾。遊歷算家對日本江戶時代的數學教育與數學普及起了很大的作用。
奉納算額風俗的興起還與江戶初期的數學著作中的「遺題承繼」風氣有關。遺題承繼是江戶初期十分流行且獨特的數學文化現象，類似今天的數學問題徵解，很多算書都提出自己的問題或是對前人著作中遺題的解答。遺題承繼這種形式使和算知識的承傳演變成帶有競技性質，推動了和算的普及與發展。隨著和算於18世紀中後期的普及化，算額奉納的風氣漸盛並於19世紀達到高峰；但到了明治維新時代則逐漸式微。這主要是因為當時日本的教育體系決定採用西方數學作為學習的內容，於是和算走進歷史且奉獻的算額數量也逐年銳減。然而，部分地區仍維持這項傳統直到20世紀初期。

### 現代
21世紀，各個日本地方都重新審視了算額的價值，而且仍有部分寺社接受算額奉納，而奉納算額的人亦有所增加。雖然這並非直接繼承和算的傳統的方式，但亦有人聲稱這是一種表達日本人表達對算術之熱愛的文化現象。而現代日本數學史研究者在研究算額時經常發現算額中很多問題，其本質就是後來西方數學家所發現的幾何定理。例如，懸掛於福井縣鯖江市舟津神社的算額的幾何問題，其本質是笛卡兒定理和六球連鎖定理。

#### 和算研究會
因為和算是屬於民間學術性質，和算的研究和教學又都在私塾或者寺社內進行，所以和算史料記載就變得紛繁雜亂。因此，日本民間就成立了十分多的組織來進行各個地區和算史料的調查工作，其中就包括調查分佈於各地寺社的算額。

#### 日本中學教育
有日本的中學數學教師在教學時，嘗試在平面幾何的教學中融入算額文本——在教授完幾何圖形的基本性質和定理的證明之後，於相關例題的應用上提供算額的題目，讓學生以上課所學習到的平面幾何算法求解。有研究認為，當教師使用算額這類歷史材料進行教學時，可能令學生瞭解日本數學發展歷程並關心日本數學史，從而對所學內容有更深的理解，理解數學在社會發展所起到的作用，有助於在人文研究中養成科學素養。
同時，部分中學數學教師在數學教學中有計劃地組織學生到當地的寺社中探尋遺存的算額進行解讀，也有教師指導自己的學生去製作新的算額到寺社奉納。有研究認為這類活動，又會產生一些特殊的教學成效：
- 通過學生自己製作算額，使得學生能夠擁有獨立發現問題、提出問題的意識和能力；
- 通過學生設想問題，使得學生將自己發現的一些數學性質和關係通過分析、再加以組織，熟練掌握許多數學知識和思考方法，從而進行知識與思考方法的整合非常有用；
- 通過學生設想問題，也可以培養學生具有關心事物、主動地處理它們的意欲和態度；
- 通過走訪各地寺社、探尋寺社的算額來進行數學學習以及實踐活動，使得學生學會如何構造數學問題，有助於培養學生的數學思維。

從綜合學習方面上，製作算額，除數學學習與實踐活動外，還有助於其他學科的學習：
1. 語文課：學習古文，認識一些古字；
2. 手工技術課：學習一些簡單的木工技術，獲得一些手工製作的技能；
3. 美術課：掌握一些繪畫技能和色彩、顏料方面的知識，書法方面也得到練習；
4. 社會課：瞭解日本江戶時代的歷史文化，特別是瞭解當地的鄉土歷史文化，而實地去寺社奉納算額也是一種社會實踐活動。

## 算額的價值
由於算額的歷史價值，部分算額被列為文化財。其所擁有的不單單是和算傳播的載具，還能通過其來一窺那個時代的民間活動，而且算額還有很高的藝術價值。

### 被列為文化財的算額

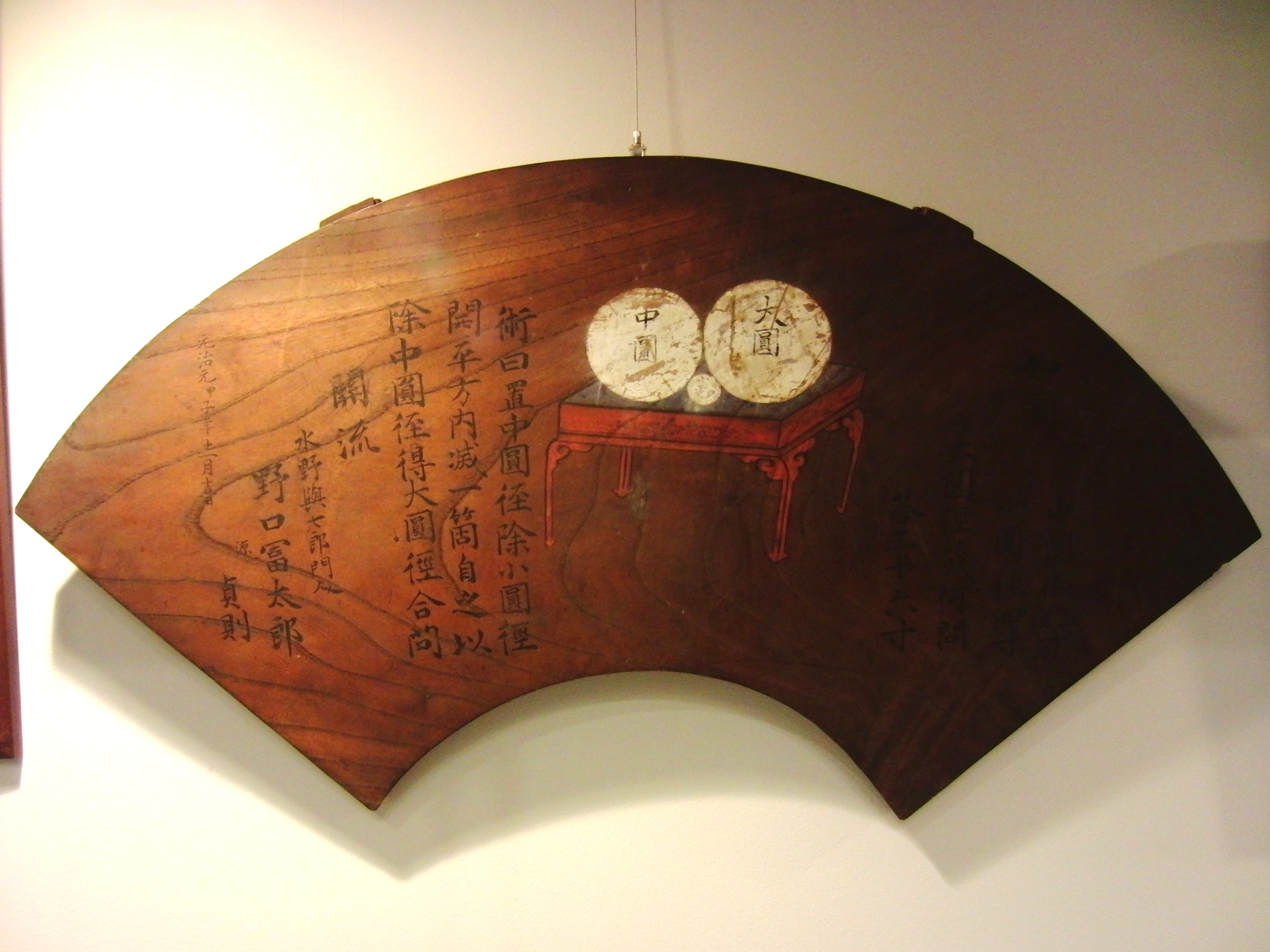
金王八幡宮（東京都澀谷區）的算額，於元治元年（1864年）被奉納。
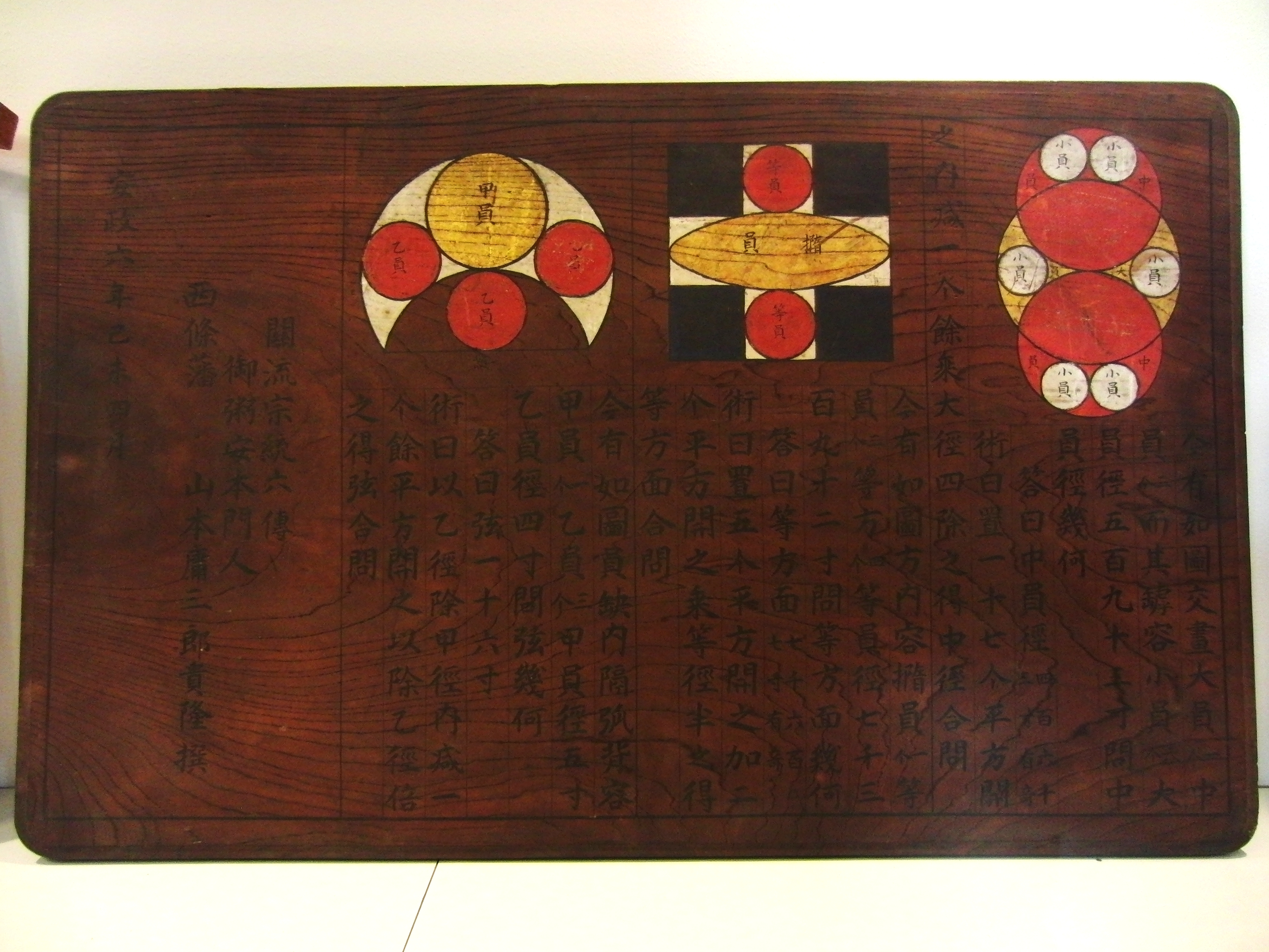
金王八幡宮（日语：金王八幡宮）（東京都澀谷區）的算額，於安政6年（1859年）奉納。

| 神社或寺廟名 | 地點                         | 歷史年份              | 奉納者 | 奉納者             | 奉納者                      | 等級 （認證單位）         | 附註                                                           | 來源          |
| 神社或寺廟名 | 地點                         | 歷史年份              | 派系   | 老師               | 作者                        | 等級 （認證單位）         | 附註                                                           | 來源          |
| ------------ | ---------------------------- | --------------------- | ------ | ------------------ | --------------------------- | ------------------------- | -------------------------------------------------------------- | ------------- |
| 八坂神社     | 京都府京都市 東山区          | 元禄四年 （1691年）   |        |                    | 長谷川鄰完                  | 重要文化財 （國家）       |                                                                | [ 36 ] [ 37 ] |
| 金王八幡宮   | 東京都澀谷區 澀谷            | 嘉永三年 （1850年）   |        | 水埜與七郎正衜     | 海老澤總右衛門正泰          | 有形民俗文化財 （澀谷區） |                                                                | [ 38 ]        |
| 金王八幡宮   | 東京都澀谷區 澀谷            | 安政六年 （1859年）   | 西條藩 | 御粥安本           | 山本庸三郎貴隆              | 有形民俗文化財 （澀谷區） |                                                                | [ 38 ]        |
| 金王八幡宮   | 東京都澀谷區 澀谷            | 元治元年 （1864年）   |        | 水野與七郎         | 野口冨太郎源貞則            | 有形民俗文化財 （澀谷區） | 十分罕見的扇形算額                                             | [ 38 ] [ 39 ] |
| 正觀寺       | 埼玉縣本庄市 都島            | 享保十一年 （1726年） |        |                    | 戶塚盛政                    | 市指定文化財 （本庄市）   | 縣内現存最古老算額                                             | [ 40 ]        |
| 冰川神社     | 埼玉縣川越市 久下戶          | 文化八年 （1811年）   |        |                    | 奧貫五平次正定他            | 市指定文化財 （川越市）   |                                                                | [ 41 ]        |
| 八幡宮       | 群馬縣高崎市                 | 文化七年 （1810年）   | 關流   | 小野榮重           | 其學生                      | 重要文化財 （群馬縣）     |                                                                | [ 42 ]        |
| 八幡宮       | 群馬縣高崎市                 | 安政七年 （1860年）   | 關流   | 中曾根真吾         | 其學生                      | 重要文化財 （群馬縣）     |                                                                | [ 42 ]        |
| 榛名神社     | 群馬縣高崎市 榛名山町        | 文化八年 （1814年）   | 關流   | 石田玄圭一德       | 其學生                      | 重要文化財 （群馬縣）     |                                                                | [ 43 ]        |
| 冠稻荷神社   | 群馬縣太田市 細谷町          | 文化九年 （1812年）   | 關流   |                    | 金井良之                    | 重要文化財 （群馬縣）     |                                                                | [ 44 ]        |
| 冠稻荷神社   | 群馬縣太田市 細谷町          | 文化十一年 （1814年） | 最上流 | 大川榮信           | 大川直信 及另外2名同門      | 重要文化財 （群馬縣）     |                                                                | [ 44 ]        |
| 櫻井神社     | 愛知縣安城市 櫻井町          | 寬政元年 （1789年）   |        | 藤田定資           | 松崎右衛門行乘              | 有形民俗文化財 （愛知縣） |                                                                | [ 45 ]        |
| 櫻井神社     | 愛知縣安城市 櫻井町          | 文化二年 （1805）     |        |                    | 長谷部宇兵衛延之            | 有形民俗文化財 （愛知縣） |                                                                | [ 45 ]        |
| 櫻井神社     | 愛知縣安城市 櫻井町          | 享和四年 （1804年）   |        | 齋藤氏             | 清水幸三郎林直              | 有形民俗文化財 （愛知縣） |                                                                | [ 45 ]        |
| 大鹽八幡宮   | 福井縣越前市 国兼町          | 元禄十四年 （1701年） |        |                    | 蜂屋氏頼哉                  | 有形民俗文化財 （福井縣） |                                                                | [ 46 ]        |
| 弘仁寺       | 奈良縣奈良市 虚空藏町        | 文政十年 （1827年）   |        |                    | 奧田政八                    | 有形民俗文化財 （奈良市） |                                                                | [ 47 ]        |
| 弘仁寺       | 奈良縣奈良市 虚空藏町        | 安政五年 （1858年）   |        |                    | 石田算楽軒                  | 有形民俗文化財 （奈良市） |                                                                | [ 47 ]        |
| 圓滿寺       | 奈良縣奈良市 下山町          | 天保十五年 （1844年） |        |                    | 源治郎                      | 有形民俗文化財 （奈良市） |                                                                | [ 48 ]        |
| 伊佐爾波神社 | 愛媛縣松山市 櫻谷町          | 享和三年 （1803年）   |        | 丸山良玄           | 大西佐兵衛義全              | 有形民俗文化財 （愛媛縣） | 大西佐兵衛義全奉納的算額是該神社收到的第22枚，也是最新的一枚。 | [ 49 ]        |
| 太山寺       | 愛媛縣松山市 太山寺町        | 嘉永五年 （1852年）   |        | 山崎喜(右衛門)昌龍 | 花山金次郎 (代奉：茶屋何某) | 有形民俗文化財 （松山市） |                                                                | [ 50 ]        |
| 三島神社     | 愛媛縣松山市 松山市吉藤1丁目 | 明治十三年 （1880年） |        |                    | 松岡多三郎                  | 有形民俗文化財 （松山市） |                                                                | [ 51 ]        |
| 龍泉寺       | 福島縣二本松市 二伊瀧        | 寬政十二年 （1800年） |        |                    | 高田要五郎一正              | 有形文化財 （二本松市）   |                                                                | [ 52 ]        |
| 飯沼香取神社 | 埼玉縣春日部市 飯沼          | 弘化二年 （1845年）   |        |                    | 中田善次郎政邦              | 有形文化財 （春日部市）   |                                                                | [ 53 ]        |
| 舟津神社     | 福井縣鯖江市 舟津町          | 安政二年 （1855）     |        |                    | 竹内重規                    | 有形民俗文化財 （鯖江市） | 縣内唯一的測量算額                                             | [ 54 ]        |

## 有關算額的衍生物

### 食物
- 香川縣的金刀比羅宮參拜道上有一間「算額茶屋」[55]。
- 奈良縣的TABAYA菓子店（たばや菓子舗）有販賣一種算額甜點——「算額最中」；其是一種以糯米餅皮包裹紅豆內餡的甜點，而餅殼上是一道算額題目。[55]

### 書籍
- 冲方丁. . 東京: 角川書店. 平成21年（2009年） [1977]  [2019-02-10]. ISBN 9784048740135. OCLC 475671823. （原始内容存档于2020-06-09）. （此書亦有漫畫及電影版）
- 遠藤, 寬子. . 筑摩書房. 2006年08月. ISBN 4480090134. OCLC 169992835. （此書有漫畫和動畫電影版）
- 永井, 義男. . 祥伝社 TBSブリタニカ. 1997年04月. ISBN 4396327935. OCLC 675031495.
- 金森, 敦子. . . 角川書店. 1990年05月. ISBN 4048725777. OCLC 674588060. （一個關於人們悄悄地掛出算額，來默默地支持和算發展的故事。）
- 小野寺, 公二. . 文芸春秋. 1989. ISBN 4163107703. OCLC 674717026.（在深陷貧窮、不可自救的生活中，主人公沈浸在數學的海洋裡，心中只有想著能自己的算額掛到寺社中去；而其靈魂猶如武士將自己的生命壓在劍上一樣。）
- 風狸けん. . . 脚本：中川真. 小学館ビッグコミック. 2013年2月4日. ISBN 9784091848680. OCLC 1002808125.
- 金重明. . 朝日新聞出版. 2010-12. ISBN 9784022645869 （日语）.

### 動畫
- 之話（NHK：2010年4月19日播放）
- 算法少女（动画电影，於2016年完成）

## 其他條目
- 和算
- 繪馬
- 算法少女
- 天地明察
- 鶴龜算
- 阿波羅尼奧斯問題

## 腳註
1. 1 2 3 4 5  蘇 2007.
2. ↑  日経サイエンス 2016.
3. 1 2 3 4  徐 2007，第73頁.
4. ↑  国立国会図書館a 2017.
5. ↑  蘇 2003，第73頁.
6. ↑  群馬県和算研究会 2014，第1頁.
7. ↑  黃 2014，第52-53頁.
8. ↑  公益財団法人日本数学検定協会 & no date.
9. 1 2  蘇 2006.
10. ↑  三重県環境生活部文化振興課県史編さん班 1995.
11. 1 2  徐 2007，第72頁.
12. 1 2  蘇 1999，第14頁.
13. 1 2  徐 2012，第48頁.
14. 1 2 3  国立国会図書館 2011.
15. ↑  徐 2012.
16. ↑  福島県和算研究保存会 1982，第129頁.
17. 1 2  英 2021.
18. 1 2 3  国立国会図書館b 2017.
19. ↑  蘇 2003.
20. 1 2  黃 2014，第53頁.
21. ↑  徐 2012，第49頁.
22. 1 2  深川 1998.
23. ↑  中村 et al. 2000.
24. ↑  上垣 1684.
25. ↑  木下 2017.
26. ↑  教育委員会 生涯学習課 2003.
27. ↑  鉄砲洲稲荷神社 2008.
28. ↑  イムジイのページ 2003.
29. ↑  伊佐爾波神社 2005.
30. ↑  NIKOLI 2008.
31. 1 2  徐 2007，第74頁.
32. ↑  松崎 1987.
33. ↑  本上 2004.
34. ↑  山本 2016.
35. ↑  豬苗代観光協会 2016.
36. ↑  京都府 2016.
37. ↑  NIKOLI 2008，第76-77頁.
38. 1 2 3  渋谷区役所 2016.
39. ↑  群馬県和算研究会 2014，第6頁.
40. ↑  本庄市役所 2013.
41. ↑  鴻巣市役所 2018.
42. 1 2  高崎市役所 & 八幡八幡宮 2013.
43. ↑  高崎市役所 & 榛名神社 2013.
44. 1 2  高崎市役所 & 冠稲荷神社 2013.
45. 1 2 3  愛知県役所 2008.
46. ↑  福井県教育庁文化課 2010.
47. 1 2  奈良市 & 弘仁寺 2018.
48. ↑  奈良市役所 & 円満寺 2018.
49. ↑  松山市役所 & 伊佐爾波神社 2012.
50. ↑  松山市役所 & 太山寺 2012.
51. ↑  松山市役所 & 三島神社 2012.
52. ↑  二本松市役所 2017.
53. ↑  春日部市役所 2018.
54. ↑  文化廳 2004.
55. 1 2  賴 2016.

### 書籍
- 伊達, 宗行. . 東京: 日本経済新聞社. 2002-06. ISBN 4532164192. OCLC 51459813.
- 石井, 謙治. . 法政大学出版局. 1995 （日语）.
- 伊佐爾波神社. . 伊佐爾波神社. 2005-02. OCLC 676507912.
- 大山誠. .  80. 日本数学教育学会. 1998. OCLC 835124029.
- 伊藤, 栄一. . 教育書館. 2003  [2019-02-13]. OCLC 676491753. （原始内容存档于2020-09-12） （英语）.
- 佐藤, 健一; 伊藤, 洋美; 牧下, 英世. . 研成社. 2002-07. ISBN 487639623X. OCLC 675837706.
- 佐藤, 健一; 大竹, 茂雄; 小寺, 裕. . 東洋書店. 2002-05. ISBN 4885956463. OCLC 676199350.
- 三上, 義夫. . 岩波書店 (岩波文庫). 1999-04. ISBN 400381004X. OCLC 962332502.
- 徐, 泽林. . 北京科学技术出版社. 2009. ISBN 9787530440988 （中文）.
- 中村, 信弥; 伊藤, 栄一; 大谷, 健二; 北原, 勲; 小林, 博隆; 田中, 秀明; 野村, 恵智雄; 宮本, 由己雄; 柳澤, 竜太郎. . 教育書館. 2000  [2019-02-15]. （原始内容存档于2020-01-10） （日语）.
- 深川, 英俊. . 森北出版. 1998-02. ISBN 4627016417. OCLC 675686262.
- 山村, 善夫. . 山村善夫. 1977-02. ASIN B000J4PT1M. OCLC 704164599.
- 近畿数学史学会. . 大阪教育圖書株式會社. 1992. ISBN 4271300101. OCLC 674930635.
- 福島県和算研究保存会. . 福島県和算研究保存会. 1982. OCLC 673247871.
- 礒村, 吉徳. . 京師（京都): 長村半兵衛. 1684  [2019-02-17]. （原始内容存档于2022-04-07） （日语）.
- 上垣, 渉. . ベレ出版. 2006-01-25. ISBN 9784860641108 （日语）.

### 期刊
- 徐澤林.  (PDF). 數學傳播. 2007, 31 (3): 70-78  [2019-02-12]. （原始内容存档 (PDF)于2022-07-18）.
- 徐澤林.  (PDF). 数海钩沉. 2012, (7): 45-52  [2019-02-12]. ISBN 978-7-04-034149-2. （原始内容存档 (PDF)于2021-05-14）.
- 蘇意雯. . 科學月刊. 2006, 37 (10): 788-791.
- 蘇意雯. . HPM通訊. 2003, 6 (5)  [2019-02-13]. （原始内容存档于2020-11-28）.
- 蘇意雯. . HPM通訊. 1999, 2 (8)  [2019-02-13]. （原始内容存档于2018-01-31）.
- 蘇意雯.  (PDF). 科學教育月刊 (國立臺灣師範大學科學教育中心). 2007-06, (299): 35-40  [2019-02-10]. （原始内容存档 (PDF)于2019-02-12）.
- NIKOLI. . パズル通信ニコリ (和書). 2008-12, (121): 76–77  [2019-02-11]. （原始内容存档于2022-03-25） （日语）.
- 群馬県和算研究会.  (PDF). 和算ジャーナル. 2014-11-14, (18): 1-6. （原始内容 (PDF)存档于2016-05-05）.
- 本上, 亮典. . 第3回啓林館「教育実践賞」 教育実践大賞. 2004.
- 山本, 景一.  (PDF). プール学院大学研究紀要. 2016, (57): 173-186  [2020-02-03]. （原始内容存档 (PDF)于2020-02-03）.
- 道脇義正 & 木村規子. . 科學史研究. 1983-10, 22 (II): 160–164.
- 黃俊瑋.  (PDF). 中華科技史學會學刊. 2014, (19): 52-56  [2019-02-12]. （原始内容存档 (PDF)于2022-07-18）.
- 松崎, 利雄. . 〔日本数学史学会〕創立20周年記念号 ; 数学史研究小史. 1979, 80: 30–37  [2020-02-03]. （原始内容存档于2020-02-16） （日语）.
- 山形大学数学教育研究センター&山形県和算研究会.  (PDF). 算額作成の手引き. 2018, (2018).[永久]
- 木下宙.  (PDF). 駿台学園:北軽井沢. 2017-07-24  [2019-03-17]. （原始内容存档 (PDF)于2022-07-18）.

### 網站
- 英, 家銘. . 科學人. 2021-04-26  [2022-07-14]. （原始内容存档于2021-07-30）.
- 日経サイエンス. . 日経サイエンス. 日本経済新聞出版社. 2016-03-04. （原始内容存档于2014-04-20）.
- 公益財団法人 日本数学検定協会. . 公益財団法人 日本数学検定協会.   [2022-07-14]. （原始内容存档于2023-05-09）.
- 国立国会図書館. . 国立国会図書館. 2011  [2022-07-14]. （原始内容存档于2023-02-06）.
- . 第1部 和算の歴史. 国立国会図書館. （原始内容存档于2017-09-06） （日语）.
- 国立国会図書館. . 第3章 家元制度 趣味としての和算. 2017. （原始内容存档于2017-05-28） （日语）.
- 三重県環境生活部文化振興課県史編さん班. . 1995-01.
- 教育委員会 生涯学習課. . 群馬県藤岡市役所. 2003  [2019-02-13]. （原始内容存档于2016-05-28）.
- . “イムジイ” のページ.   [2019-02-13]. （原始内容存档于2019-03-16）.
- 文化廳. . 文化遺産オンライン.   [2019-02-10]. （原始内容存档于2020-10-21）.
- . 鴻巣市ホームページ. 鴻巣市. （原始内容存档于2018-07-26） （日语）.
- . 鉄砲洲稲荷神社.   [2019-02-13]. （原始内容存档于2016-09-05）.
- . 京都府. （原始内容存档于2016-11-06）.
- 福井県教育庁文化課. . 福井県. 2010-01-01  [2018-02-17]. （原始内容存档于2016-02-16）.
- 賴以威. . 翻轉教育. 2016-04-18  [2019-03-16]. （原始内容存档于2020-08-05） （中文（繁體））.
- 渋谷区役所. . 渋谷区公式サイト.   [2019-03-17]. （原始内容存档于2021-01-13） （日语）.
- 本庄市役所. . 本庄市ホームページ.   [2019-03-17]. （原始内容存档于2015-06-13）.
- 川越市役所. . 川越市. 2015  [2019-03-17]. （原始内容存档于2021-04-30）.
- 松山市役所. . 松山市ホームページ. 2012-03-01  [2019-03-17]. （原始内容存档于2020-10-22）.
- 松山市役所. . 松山市ホームページ. 2012-03-01  [2019-02-10]. （原始内容存档于2021-01-16）.
- 松山市役所. . 松山市ホームページ.   [2019-03-17]. （原始内容存档于2021-01-28）.
- 奈良市役所. . 奈良市. 2018-11-01  [2019-03-17]. （原始内容存档于2020-01-12）.
- 奈良市役所. . 奈良市. 2018-11-01. （原始内容存档于2020-01-12）.
- 高崎市役所. . 高崎市. 2013-12-17  [2019-03-17]. （原始内容存档于2020-08-13）.
- 高崎市役所. . 群馬県高崎市. 2013-12-16  [2019-03-17]. （原始内容存档于2019-06-12）.
- 太田市役所. . 太田市.   [2019-03-17]. （原始内容存档于2014-01-26）.
- 愛知県役所. . 文化財ナビ愛知.   [2019-03-17].
- 春日部市役所. . 春日部市公式ホームページ. 2018-05-28  [2019-03-17]. （原始内容存档于2021-05-19）.
- 豬苗代観光協会. . 豬苗代観光協会.[]
- 二本松市役所. . 二本松市公式ウェブサイト.   [2019-03-17]. （原始内容存档于2021-08-04）.

## 拓展閱讀

### 期刊
- Vincent, Jill; Vincent, Claire.  (PDF). Australian Senior Mathematics Journal. 2004, 18 (1): 8-20  [2020-08-07]. （原始内容存档 (PDF)于2018-12-31）.
- Swetz, Frank J. . Washington, DC. 2008-09-12.
- Hosking, Rosalie Joan.  (PDF). Journal for History of Mathematics. 2017, 30 (2): 53–69  [2020-08-07]. ISSN 1226-931X. doi:10.14477/jhm.2017.30.2.053. （原始内容存档 (PDF)于2022-07-18）.
- Sokolowsky, Dan; Fukagawa, Hidetosi; Pedoe, Dan. . The American Mathematical Monthly. 1991, 98 (4): 381. ISSN 0002-9890. doi:10.2307/2323823.
- Majewski, Miroslaw; Chuan, Jen-Chung; Nishizawa, Hitoshi.  (PDF).   [2022-06-23]. （原始内容存档 (PDF)于2022-06-21）.

### 書籍
- Hidetosi, Fukagawa. . Princeton University Press. 2008. ISBN 0-691-12745-X. OCLC 260111551.

## 外部連結
| - 和算の館 （页面存档备份，存于） - 電子出版「岩手の算額」 （页面存档备份，存于） - 西三河「櫻井神社の算額」 - 野田市文化財「金乘院の算額」 （页面存档备份，存于） - 松山の文化財「太山寺算額」 （页面存档备份，存于） - 二本松市の文化財「龍泉寺観音堂の算額」 - 「算額に挑戦」岡山大学教育学部附属中学校 | - 栃木縣佐野市「星宮神社」 - 「川越の算額・和算」 - 「和算の先生」東海道の昔の話 - 木島平村の文化財（村宝） （页面存档备份，存于） - 「伊佐爾波神社」 - 東北大学和算ポータル |